# John M. Robsion
John M. Robsion (Bracken megye, 1873. január 2. – Barbourville, 1948. február 17.) az Amerikai Egyesült Államok szenátora (Kentucky, 1930).